# ラルフ・デュパス
ラルフ・デュパス（Ralph Dupas、1935年10月14日 - 2008年1月25日）は、アメリカ合衆国のプロボクサー。ルイジアナ州ニューオーリンズ出身。元世界ジュニアミドル級（現スーパーウェルター級）チャンピオン。

## 来歴
元来ライト級であったが、1962年7月13日、エミール・グリフィスの世界ウェルター級に挑み、判定負け。
1963年4月、ようやくデニー・モイヤーに判定勝ちで世界ジュニアミドル級の王座を手にする。同年6月モイヤーを返り討ちにして防衛に成功したが、2度目の防衛戦でサンドロ・マジンギに激しいファイトの末9回KOと敗れ、王座を失った。

## 戦績
105勝（19KO）23敗2引分け2NC